# BLV Naturführer
BLV Naturführer ist eine deutschsprachige Buchreihe, anfangs von der BLV Verlagsgesellschaft in München, Bern und Wien verlegt.

## Beschreibung
Die populärwissenschaftliche Reihe erscheint seit 1975.  Zahlreiche Fachleute haben an ihrer Gestaltung mitgewirkt. Der 1. Band des Autors Leif Lyneborg ist den Tagfaltern gewidmet. Zwischendurch erfolgten Wechsel im Layout. Der Umfang der Bände beträgt jeweils knapp über 140 Seiten. Die Bände sind in einem handlichen Format, sie sind mit Einleitung und Registern versehen. Den darin enthaltenen Fotos ist jeweils der erklärende Text gegenübergestellt. Viele der Bände erschienen in weiteren, teils höheren Auflagen.

## Themen
Die Reihe umfasst eine breite Themenvielfalt, darunter Tagfalter; Nachtfalter; Pilze; Vögel; Alpenblumen; Heimische Pflanzen (2 Bde.); Strand + Küste; Aquarienfische; Mineralien; Insekten; Säugetiere; Fische; Giftpflanzen, Gifttiere; Wasservögel, Strandvögel; Bäume + Sträucher; Bach – Fluß – See; Heilpflanzen; Wolkenbilder – Wettervorhersage; Schmetterlinge; Wald und Forst.